# Estação Tricentenario
A Estação Tricentenario é uma das estações do Metrô de Medellín, situada em Medellín, entre a Estação Acevedo e a Estação Caribe. Administrada pela Empresa de Transporte Masivo del Valle de Aburrá Limitada (ETMVA), faz parte da Linha A.
Foi inaugurada em 30 de novembro de 1995. Localizada na Avenida del Río, a estação situa-se em uma das margens do Rio Medellín. Atende o bairro Tricentenario, situado na comuna de Castilla.

## Localização
A estação se encontra na parte setentrional (norte) do município de Medellín. Está localizada entre duas das principais tradicionais zonas construtoras da cidade de Medellín: as 'comunas' (ruas) Castilla e Aranjuez. Junto com a cidade de Bello, essas comunas permaneceram através da história de desenvolvimento da Área Metropolitana como as principais zonas de obreiras dentro do processo de industrialização. Como áreas estratégicas de desenvolvimento urbano e regional e com uma elevada população, o Metrô de Medellín é um elemento importante de desenvolvimento para esta parte da cidade.